# Công nghệ Hunter
Công nghệ Nilson-Pettersson, phương pháp Nilson-Pettersson hay quy trình Nilson-Pettersson (tại Hoa Kỳ gọi là Công nghệ Hunter, phương pháp Hunter hay quy trình Hunter) là công nghệ hỏa luyện đầu tiên để sản xuất titan kim loại quy mô công nghiệp đạt độ tinh khiết 99,9% và dễ uốn.
Công nghệ này được Matthew A. Hunter, một nhà hóa học người New Zealand nhưng làm việc tại Hoa Kỳ hợp tác với General Electric Company, hoàn thiện năm 1910 tại Đại học Bách khoa Rensselaer, trên cơ sở của phương pháp mà Lars Nilson và Otto Pettersson tại Đại học Uppsala đã sử dụng năm 1887 trong điều chế titan kim loại.

## Lịch sử điều chế titan kim loại
Titan được William Gregor phát hiện năm 1791, nhưng rất khó để cô lập. Martin Heinrich Klaproth (1743-1817), nhà hóa học người Đức đã đặt tên cho kim loại này vào năm 1795, nhưng bản thân ông cùng nhiều nhà hóa học đương thời khác đã thất bại trong việc điều chế titan kim loại.
Năm 1825, Jöns Jacob Berzelius (1779-1848), nhà hóa học người Thụy Điển, đã thành công trong việc khử K2TiF6 bằng kali kim loại trong phòng thí nghiệm, nhưng titan kim loại của ông chứa rất nhiều tạp chất.
Hai thập niên sau, Friedrich Wöhler (1800-1882) và Sainte-Claire Deville (1818-1881) sử dụng lại phương pháp của Berzelius nhưng bột với ánh kim mà họ thu được chứa rất nhiều titan nitride.
Năm 1887, Lars Nilson (1840-1899) và Otto Pettersson (1848-1941) tại Đại học Uppsala đã cô lập titan đạt độ tinh khiết 95% bằng phương pháp khử titan tetrachloride (TiCl4) bằng natri (Na) kim loại trong bình thép hình trụ kín. Sau đó Henri Moissan cô lập titan kim loại đạt độ tinh khiết 98% bằng việc sử dụng lò điện.
Năm 1910 Hunter sao chép lại công nghệ mà Nilson và Pettersson đã dùng, nhưng với TiCl4 có độ tinh khiết cao trong bình thép kín và áp suất cao và thành công hơn, với titan kim loại đạt độ tinh khiết 99,9%.
Năm 1925, hai người Hà Lan là van Arkel và de Boer thành công trong việc điều chế titan kim loại độ tinh khiết cao bằng quy trình phân hủy iod của họ.
Trong thập niên 1930, nhà luyện kim người Luxembourg là William Justin Kroll (1889-1973) đã phát minh ra công nghệ Kroll trong sản xuất titan kim loại, với bằng sáng chế số 2205854 được Cục Sáng chế và Thương hiệu Hoa Kỳ cấp ngày 25 tháng 6 năm 1940. E. I. du Pont de Nemours and Company đã sử dụng công nghệ Kroll trong sản xuất titan kim loại quy mô công nghiệp vào cuối năm 1948. Trong công nghệ Kroll thì TiCl4 được khử bằng magiê kim loại.

## Quy trình công nghệ
Công nghệ này bao gồm việc khử titan tetrachloride (TiCl4) bằng natri (Na) kim loại trong lò phản ứng theo từng mẻ luyện trong môi trường khí quyển trơ ở nhiệt độ 800-1.000 °C.
TiCl4 + 4 Na  →  4 NaCl + Ti
Phản ứng này là ngoại nhiệt cao (~270 kcal/mol) và năng lượng tự do ~143kcal/mol ở 900 °C.
Sau đó người ta dùng axit clohidric loãng để chiết tách muối (NaCl) ra khỏi sản phẩm. Nhà máy của New Metal Products Co (Nhật Bản) chỉ sử dụng nước trong ngâm chiết.
Trước khi có công nghệ Hunter thì mọi cố gắng trong sản xuất titan kim loại chỉ đủ khả năng tạo ra vật liệu với hàm lượng tạp chất cao, thường chứa nhiều titan nitride (trông tương tự như titan kim loại). Trong thập niên 1940 thì công nghệ Kroll có hiệu quả kinh tế cao hơn đã ra đời và hiện nay công nghệ Hunter chỉ được sử dụng ở quy mô nhỏ khi có yêu cầu cao về độ tinh khiết.
Hiện nay, người ta thực hiện công nghệ Hunter theo hai bước. Trong đó, bước 1 thực hiện liên tục trong lò khử ở nhiệt độ 232 °C và bước 2 thực hiện trong lò thiêu kết ở nhiệt độ dưới 1.038 °C, tất cả đều trong môi trường khí agon. Tổng quát các bước như sau:
TiCl4 + 2 Na  →  2 NaCl + Ti Cl2
TiCl2 + 2 Na  →  2 NaCl + Ti
Trong thập niên 1950, Reactive Metals Inc. (RMI, hiện nay là RTI International Metals) áp dụng công nghệ hai bước này trong sản xuất titan kim loại tại nhà máy công suất 5.000 tấn/năm của mình tại Ashtabula, Ohio.
Ưu điểm của công nghệ này là nó có thể kiểm soát được do phản ứng hai bước và sản phẩm có thể là xốp titan rất mịn hoặc các tinh thể lớn cũng như giảm đến mức tối thiểu chloride sót lại trong xốp.